# Serra Leoa nos Jogos Olímpicos de Verão de 1992
A Serra Leoa competiu nos Jogos Olímpicos de Verão de 1992 em Barcelona, Espanha.

## Resultados por Evento

### Atletismo
800 m masculino
- Prince Amara
  - Eliminatórias — 1:51.76 (→ não avançou)

110 m com barreiras masculino
- Benjamin Grant
  - Eliminatórias — 14.27 (→ não avançou)

Salto em distância masculino
- Thomas Ganda
  - Classificatória — 7.67 m (→ não avançou)

Salto em distância feminino
- Eunice Barber
  - Classificatória — 5.55 m (→ não avançou)